# Ploumilliau
Ploumilliau (bretonisch: Plouilio) ist eine französische Gemeinde mit 2.460 Einwohnern (Stand: 1. Januar 2022) im Département Côtes-d’Armor in der Region Bretagne; sie gehört zum Arrondissement Lannion und zum Kanton Plestin-les-Grèves. Die Einwohner werden Milliautais genannt.
Zur Gemeinde gehört auch die Ortschaft Keaudry.

## Geographie
Ploumilliau liegt am Mündungstrichter (Ästuar) des Léguer in den Atlantik. Im Südosten begrenzt der kleine Fluss Quinquis die Gemeinde. Umgeben wird Ploumilliau von den Nachbargemeinden Ploulec’h im Norden, Ploubezre im Osten, Plouaret im Südosten, Plouzélambre im Süden, Saint-Michel-en-Grève im Westen und Südwesten sowie Trédrez-Locquémeau im Nordwesten.

## Bevölkerungsentwicklung
| Jahr      | 1962 | 1968 | 1975 | 1982 | 1990 | 1999 | 2006 | 2012 |
| Einwohner | 1772 | 1735 | 1865 | 2100 | 2223 | 2173 | 2449 | 2481 |

## Sehenswürdigkeiten
Siehe auch: Liste der Monuments historiques in Ploumilliau
- Kirche Saint-Milliau aus dem 16. Jahrhundert, Umbauten im 17. und 19. Jahrhundert, Monument historique
- Kirche Notre-Dame in Keraudy aus dem 16. Jahrhundert, Monument historique
- Kapelle Saint-Cado aus dem 18. Jahrhundert
- Christkapelle aus dem 17. Jahrhundert
- Calvaire
- Mehrere Großsteinkreuze
- Schloss Lanascol, Anfang des 14. Jahrhunderts erbaut

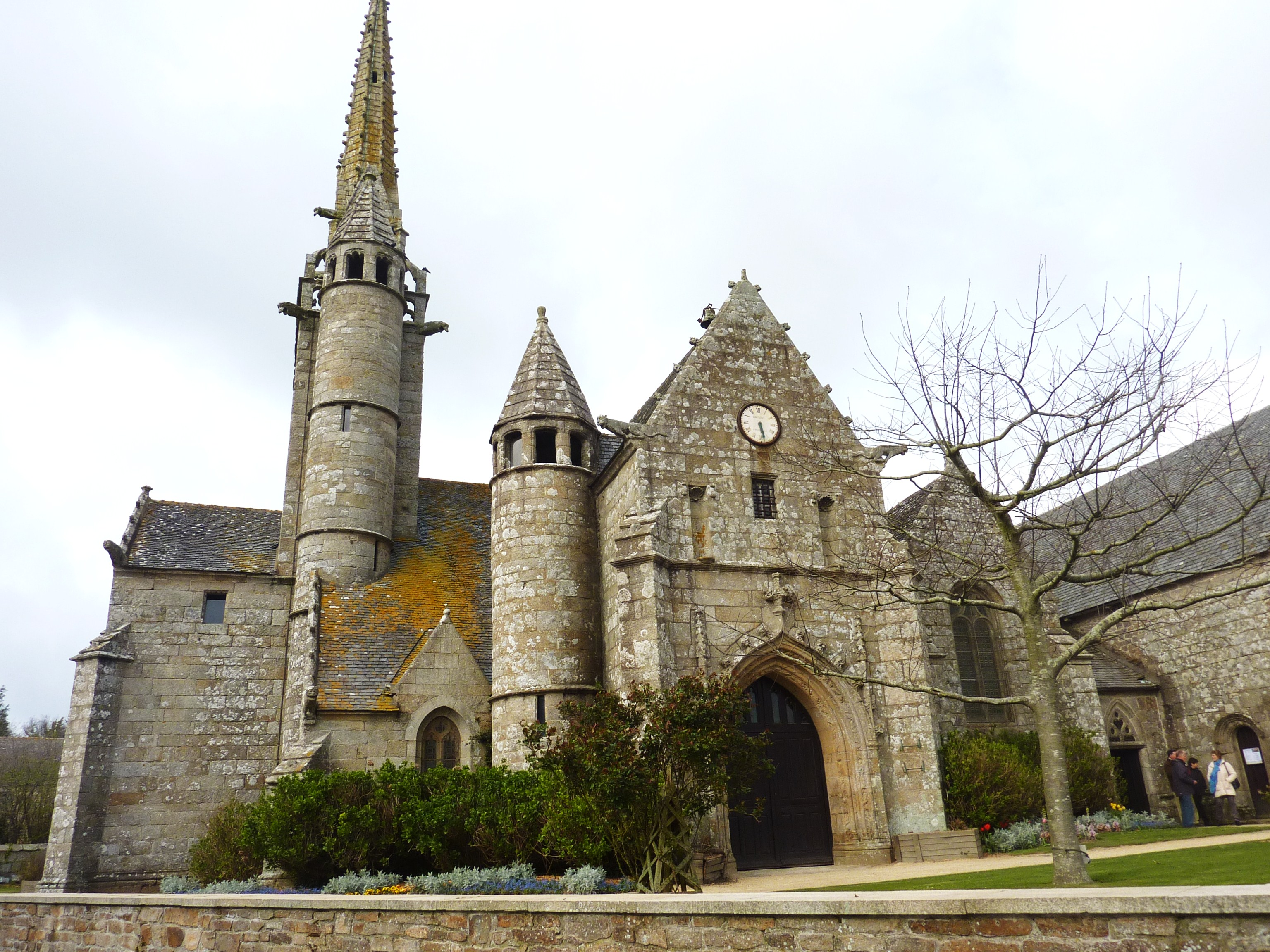
Kirche Saint-Millau im Beaumanoir Baustil
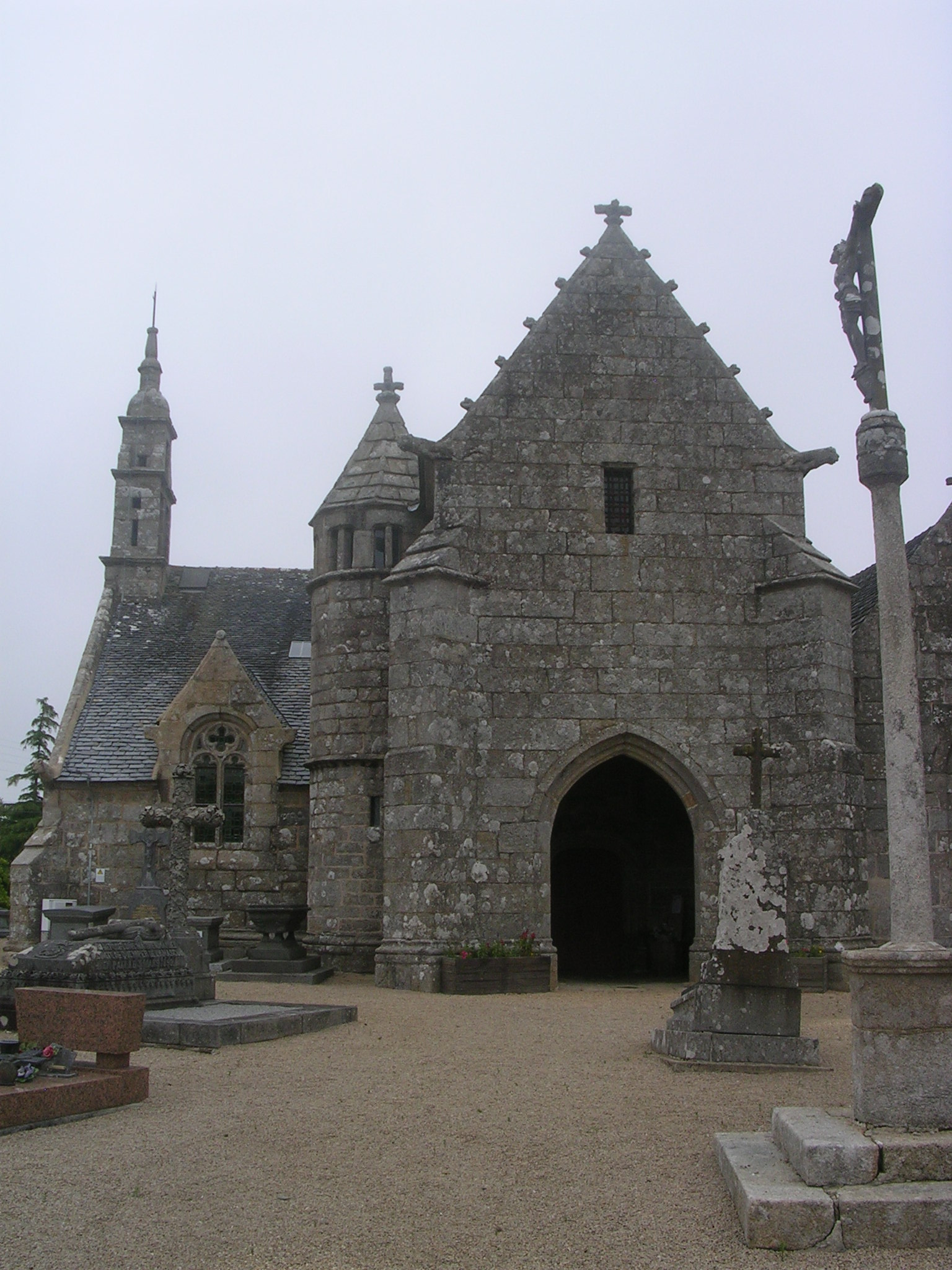
Kirche Notre-Dame
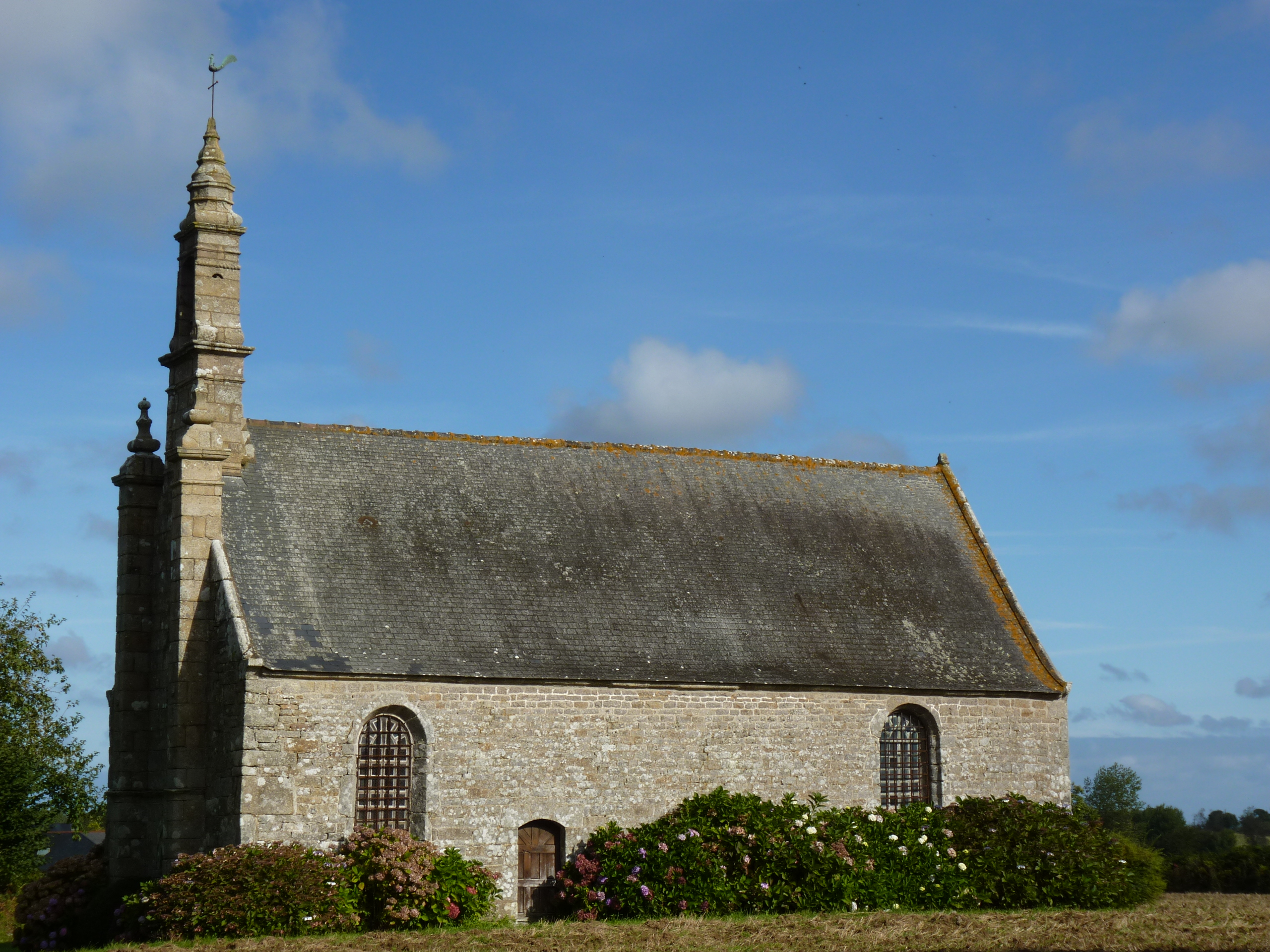
Kapelle Saint-Cado

## Persönlichkeiten
- Guy Stéphan (* 1956), Fußballspieler und -trainer